# Dragons d'une nuit d'hiver
Dragons d'une nuit d'hiver (titre original : Dragons of Winter Night) est un roman de fantasy écrit par Margaret Weis et Tracy Hickman, basé sur les modules de jeu de Donjons et Dragons, paru en 1985 puis traduit en français et publié en 1997 aux éditions Fleuve noir. Il a été retraduit et réédité en 2008 par les éditions Milady. C'est le second roman de la Trilogie des Chroniques, qui avec la Trilogie des Légendes, introduit le monde de LanceDragon. Plus précisément, il détaille les jours les plus sombres de la guerre de la Lance.
Dragons d'une nuit d'hiver suit un modèle dans son titre avec les autres romans de la série : Dragons d'un crépuscule d'automne et Dragons d'une aube de printemps, dans le sens où ils commencent tous par Dragons, suivi par une série de saisons : "automne", "hiver" et "printemps", puis suivi par une série désignant un moment du jour : "crépuscule", "nuit" et "aube".

## Indications
Pour décrire la scène dans laquelle la ville de Tarsis est détruite par les dragons, Margaret Weis étudia des films sur le bombardement de Londres pendant la Seconde Guerre mondiale.
La scène dans laquelle la plupart des personnages sont tués dans un rêve, Margaret Weis fait référence à Othello de Williams Shakespeare, avec Caramon qui prononce la phrase : « Tu te trompes, Tanis. C’est moi qui lui ai dit de partir... » (en anglais : « No, you're wrong, Tanis. I sent him away. »)

## Résumé
Le roman commence alors que les Compagnons sont réunis dans la plus importante ville des nains de Thorbardin, où les réfugiés de Pax Tharkas se présentent aux nains avec le Marteau de Kharas, un légendaire marteau de guerre porté par le héros nain Kharas, en échange d'un refuge dans la ville.
Les réfugiés de Pax Tharkas, libérés du haut seigneur du dragon Verminaard, s'arrêtent donc provisoirement à Thorbardin, gouverné par les nains qui ont accepté de les héberger temporairement, avant de trouver une nouvelle « maison ». Les Compagnons sont envoyés à Tarsis, une ville supposée au bord de mer, dans le but de trouver un foyer définitif pour les réfugiés. Sur le point d'arriver, ils découvrent que la ville, dont la mer a disparu après le Cataclysme, est passée d'un port prospère à une ville délabrée.
Dans Tarsis, les héros font la rencontre de la princesse du Silvanesti, Alhana Brisétoile, et d'un groupe de chevalier de Solamnie dirigé par Derek Gardecouronne. Les héros apprennent également l'existence des Orbes draconiques, un ancien artefact magique capable de contrôler les dragons. La ville est ensuite attaquée par les dragons et est complètement détruite. Durant l'attaque, le groupe est divisé : Tanis Demi-elfe, Rivebise, Lunedor, Caramon, Raistlin et Tika sont secourus par Alhana Brisétoile pendant que Sturm de Lumlane, Flint, Tasslehoff Raclepieds, Gilthanas, Laurana et Elistan s'échappent avec Derek Gardecouronne et ses chevaliers.
Le groupe de Tanis s'enfuit avec Alhana à dos de griffons vers le Silvanesti, l'antique pays d'origine des elfes. Ils le trouvent ravagé par un cauchemar qui prend pied dans la réalité, mis en scène par le roi Lorac lorsqu'il a tenté d'utiliser l'Orbe draconique. La plupart des héros présent, mais également Sturm, Flint, Tas et Laurana, éprouvent des visions de leur mort. Les deux seuls membres du groupe à « survivre » et à atteindre la tour des Étoiles sont Tanis et Raistlin. Finalement, Raistlin défait le dragon vert, Cyan Sangfléau, qui avait apporté le cauchemar sur terre, et c'est grâce à cela que le cauchemar prend fin. Le groupe récupère ainsi l'Orbe draconique qui était détenu au Silvanesti.
Le groupe mené par Sturm s'enfuit au mur de glace, situé loin au sud, où Laurana tue Feal-Thas, le haut Seigneur des Dragons Blancs. Ce qui leur permet de récupérer un deuxième orbe draconique. Alors qu'ils naviguent en direction du camp de base des chevaliers sur l’île de Sancrist, ils sont attaqués par le dragon blanc, Sleet. Laurana défait Sleet en le touchant sur l'aile, mais les héros font naufrages au sud de l'Ergoth sur une île au sud de Sancrist. L’île est habitée par des elfes sauvages (les Kagonesti), ainsi que les réfugiés venus des nations du Qualinesti et du Silvanesti. Le groupe est confronté à un groupe d'elfe du Silvanesti lorsqu'ils font escales. Gilthanas est frappé par surprise par les Silvanesti et il tombe par terre inconscient. Laurana désamorce la situation alors que le combat entre les deux groupes est sur le point d'éclater. Les Silvanesti amènent alors une elfe Kagonesti nommé Silvara, qui guérit Gilthanas, et escorte le groupe à Qualimori, la ville des réfugiés établi par les elfes du Qualinesti. Il devient alors évident que la tension est élevée entre les trois peuples d'elfes. Les Silvanesti et les Qualinesti sont d'anciens rivaux et maintenant réfugiés. Et tous les deux se considèrent au-dessus des "sauvages" Kagonesti, qui sont natifs du Sud de l'Ergoth et dont les terres sont maintenant occupées.
Les retrouvailles des héros avec les Qualinesti ne se passent pas très bien. Laurana est publiquement ignorée et insultée par sa famille, et les Qualinesti emprisonnent toutes les personnes non elfes du groupe. Ils se saisissent également de l'Orbe draconique. En réalisant que les Qualinesti vont utiliser l'Orbe draconique pour eux-mêmes, Laurana avec l'aide de Gilthanas, Silvara et un forgeron humain emprisonné, Theros Féral, dérobe l'Orbe draconique et libère le reste des héros. Le groupe s'enfuit ensuite du Qualimori.
Les elfes les poursuivent de manière agressive. La tension monte entre Derek et Sturm lorsque Sturm refuse l'ordre de Derek d'attaquer les elfes. Les héros décident finalement de se diviser. Le groupe avec Derek et Sturm emporte l'Orbe à Sancrist. Pendant que l'autre groupe détourne l'attention des elfes. Silvara conduit le second groupe aux tombeaux du légendaire héros Huma Dragonbane. Là, ils rencontrent l’énigmatique et maladroit magicien Fizban (qui est supposé mort). Silvara dévoile son grand secret, elle est en fait un dragon d'argent. Elle accepte d'aider le groupe à forger des Lancedragons qui seront nécessaires pour faire reculer les armées des dragons.
Le roman se focalise ensuite sur le groupe de Tanis qui se rend au port de la ville de Flotsam. Les aventuriers se présentent comme une troupe de magiciens itinérants, avec Raistlin en magicien vedette. Cela leur permet de se faire de l'argent, puis de s'enfuir lorsqu'ils se font trop remarqués. Pendant le trajet, Raistlin acquiert plus de puissance et maîtrise l'utilisation de l'Orbe draconique qu'il a obtenu au Silvanost.
Pendant ce temps, Sturm et Derek ont atteint Sancrist avec l'Orbe draconique. Derek porte des accusations de déshonneur contre Sturm pour n'avoir pas respecté les ordres. Mais grâce à l'aide de Lord Gunthar Uth Wistan, l'un des chevaliers dirigeant, qui plaide personnellement en faveur de l'honneur de Sturm, Sturm devient un chevalier de Solamnie dans l'ordre de la Couronne. Il est également fait troisième en commandement des forces des chevaliers de Somnalie qui sont envoyés pour défendre la tour des Hauts Prêtres de Solamnie, derrière Derek et le chevalier de l'épée, Lord Alfred Markenin. La tour protège un étroit passage dans la montagne et est la principale possibilité de défense pour la riche cité de Palanthas. Mais les habitants de Palanthas pensent que les armées du dragon vont les laisser tranquille. En conséquence de quoi, ils fournissent peu de soutien, aussi bien en termes d'hommes que d’approvisionnement pour aider les chevaliers.
Le conseil de la pierre blanche est organisé pour essayer de former une alliance pour combattre l'armée du dragon. Le conseil tombe très vite dans le chaos le plus total entre les « alliés », lorsque les elfes menacent les chevaliers de guerre à moins que l'Orbe draconique ne leur soit rendu. Finalement, pour stopper les chamailleries, Tas brise l'Orbe draconique en la jetant contre la pierre blanche. Au milieu de la confusion, Theros Féral démontre la puissance d'une Lancedragons récemment forgé en brisant la pierre blanche avec. Les alliés de mauvaises grâces sont stupéfaits et acceptent de commencer à travailler ensemble.
De retour sur le continent, Laurana et Flint témoignent au nom de Sturm de Lumelame devant les chevaliers, menant à le disculper complètement de toutes les charges apportées par Derek contre lui. Lord Gunthar est tellement impressionné par Laurana qu'il lui demande d'aller à la tour des Hauts Prêtres pour dire à Sturm qu'il a été disculpé et pour amener les nouvelles Dragonlances aux chevaliers. Laurana sent que Gunthar utilise Sturm pour faire avancer son ambition mais elle accepte néanmoins d'y aller dans l’intérêt de Sturm.
De l'autre côté d'Ansalon, Tanis et les autres séjournent dans une auberge de la ville peu recommandable de Flotsam. Les rues de la cité sont dangereuses : l'armée du dragon Bleu a envahi la ville, occupant chaque bar et auberge. Tanis et Caramon, pour pouvoir se fondre dans la foule, volent les armures de deux officiers de l'armée du dragon. Alors que Tanis parcourt seul les rues de la ville, il est attaqué par un elfe fou dans une ruelle sombre. Il est sauvé par Kitiara, l'ardente femme humaine qui n'est autre que son ex-amante mais aussi la demi-sœur de Raistlin et Caramon. Kitiara est devenue Haut Seigneur du dragon, et dirige l'armée du dragon Bleu. Tanis, étonné, ment pour empêcher que le reste du groupe ne soit capturé et déclare qu'il est un nouvel officier sous ses ordres. Elle l'escorte dans ses quartiers où ils reprennent leur liaison.
Pendant ce temps, les chevaliers de Solamnie (accompagné de Laurana, Flint et Tas) ont fortifié la haute tour des prêtres. Ils sont beaucoup moins nombreux que les forces de l'armée du dragon Bleu et ont peu de ravitaillement. Le moral à l'intérieur de la tour est au plus bas, la disculpation de Sturm a conduit à la création de deux camps entre les chevaliers de la couronne de rangs moindre et ceux de hauts rangs, menés par Derek et Markenin. Derek semble également perdre tout sens de la réalité. Finalement, les provisions arrivant à termes, un Derek de plus en plus désespéré ordonne un assaut final contre le camp de l'armée du Dragon, indiquant que l'ennemi fuira devant la charge des chevaliers. Sturm estimant que c'est du suicide, refuse l'ordre et refuse que ses chevaliers de la Couronne fasse partie de l'attaque. Derek et Markenin mènent l'attaque avec une grande partie de la garnison, et ils sont rapidement massacrés. Bakaris, le haut commandant de l'armée du Dragon, apporte le corps sans tête de Lord Alfred et un Derek mourant devant la tour et commence à se moquer des quelques défenseurs restants lorsqu'il est réduit au silence par Laurana qui le touche au bras à l'aide d'une flèche.
Le jour suivant, l'armée du Dragon Bleu attaque la tour en force mais elle est repoussée par les quelques chevaliers restants. Pourtant, Sturm sait que ce n'est qu'une victoire temporaire sachant que l'ennemi enverra ensuite ses dragons attaquer la tour. Pendant ce temps, loin dans les tréfonds de la tour, Tas a encore trouvé un autre Orbe draconique. Et il réalise que l'architecture inhabituelle de la tour a été conçu comme un piège élaboré de dragon dans le but d'attirer les dragons au centre d'une salle de la tour pour les faire périr.
Les dragons passent à l'attaque, submergeant les défenseurs avec leur pouvoir "dragonfear". Sturm réussit à les bloquer pendant une courte durée mais est tué par Kitiara. À l'intérieur de la tour, Laurana arrive à contrôler avec succès l'Orbe draconique, ce qui permet d'attirer deux dragons bleus dans le piège où ils sont tués par des Dragonlances utilisés par les chevaliers. Kitiara arrive à diriger son Dragon à l'extérieur de la tour et échappe à l'appel de l'Orbe. L'Orbe draconique rend également fou tous les draconiens, provoquant la déroute de l'armée du dragon bleu qui passe d'une victoire presque acquise à un chaos complet. Laurana sort ensuite de la tour pour protéger le corps de Sturm et elle fait face à sa rivale sentimentale, Kitiara. Kitiara informe Laurana que Tanis est avec elle avant de partir.
Sturm est enterré dans une salle sous la tour. Laurana amère et en colère lui fait un dernier éloge. Il est honoré par tous les survivants qui pensent qu'il représentait les chevaliers. Le roman se finit avec Alhana Brisétoile qui enterre son père au Silvanesti et qui retourne auprès de son peuple, toujours réfugié.

## Personnages
- Tanis Demi-elfe, demi-elfe et leader naturel des Compagnons.
- Sturm de Lumlane, un écuyer des chevaliers de Solamnie et un homme profondément honnête.
- Lunedor, la fille du chef de la tribu des Que-Shu, porteuse du bâton de cristal bleu, et la première vraie prêtresse du bien depuis le Cataclysme.
- Rivebise, garde du corps et amoureux de Lunedor.
- Caramon Majere, un immense guerrier musclé, parfois lent d'esprit, et qui a une grande affection pour son frère, Raistlin.
- Raistlin Majere, un puissant mage des robes rouges, sarcastique et cynique, mais frêle, et est le frère jumeau de Caramon.
- Flint Forgefeu, un vieux nain borné et vieil ami de Tanis.
- Tasslehoff Raclepieds, un kender insouciant et cordial, pas si innocent.
- Laurana Kanan, princesse elfe d'une incroyable beauté et amoureuse de Tanis.
- Tika Waylan, une beauté rousse et barman.
- Gilthanas Kanan, prince elfe guerrier-mage et frère de Laurana.
- Fizban, un vieux magicien confus.
- Elistan, prêtre chef de Paladine.
- Kitiara, le haut seigneur du dragon Bleu et amoureuse de Tanis.

## Importance dansLanceDragon
Dragons d'une nuit d'hiver est important dans le Monde de DragonLance parce qu'il fait partie du commencement de toute la série. Il s'écarte de la session de jeu originel sur lequel Dragons d'un crépuscule d'automne est basé, mais il prend en compte les événements qui ont eu lieu dans le roman précédent. Il continue à s'intéresser à de nombreux personnages importants des Héros de la Lance. Selon Dragonlance Nexus, la trilogie des Chroniques est essentielle pour mettre en place les bases pour les autres romans.
Wizards of The Coast a indiqué lors d'une interview que Tracy Hickman et Margaret Weis faisaient une bonne équipe parce que Hickman écrivait mieux à propos des personnages du bien, alors que Weis était meilleur pour les personnages du mal, une évidence de par son amour pour Raistlin.
Dragons d'une nuit d'hiver est le second roman écrit par Margareit Weis et Tracy Hickman.

## Détail des sorties

### Françaises
- (mai 1987) L'Histoire des dragons - 2 (Grand format) : Carrere.  (ISBN 2-86804-398-4).
- (avril 1996) Dragons d'une nuit d'hiver (Poche) : Fleuve noir.  (ISBN 2-265-05864-5).
- (octobre 2004) Dragons d'une nuit d'hiver (Poche) : Fleuve noir.  (ISBN 2-265-07624-4).
- (août 2008) Dragons d'une nuit d'hiver (Grand format) : Milady.  (ISBN 978-2-8112-0020-6).
- (août 2009) Dragons d'une nuit d'hiver (Poche) : Milady.  (ISBN 978-2-8112-0178-4).

### Anglaises
- (1985) Dragons of Winter Night (Paperback), États-Unis : TSR.  (ISBN 0-88038-174-4).
- (2000) Dragons of Winter Night (Paperback), États-Unis : Wizards of the Coast.  (ISBN 0-7869-1609-5).
- (2002) The Annotated Chronicles (Hardcover), États-Unis : Wizards of the Coast.  (ISBN 0-7869-1526-9).
- (2003) Dragons of Winter Night (Hardcover), États-Unis : Wizards of the Coast.  (ISBN 0-7869-3067-5).